# روبرت كرادوك
روبرت كرادوك (Robert Craddock) (مواليد 5 سبتمبر 1923) هو لاعب كرة قدم. يلعب مع منتخب الولايات المتحدة لكرة القدم. سبق له أن لعب في كأس العالم لكرة القدم مع منتخب بلاده.

## وصلات خارجية
- روبرت كرادوك على موقع ناشيونال فوتبول تيمز (الإنجليزية)
- روبرت كرادوك على موقع Soccerway.com (الإنجليزية)
- روبرت كرادوك على موقع عالم كرة القدم.نت (الإنجليزية)